# Kapa (Peusangan)
Kapa is een bestuurslaag in het regentschap Bireuen van de provincie Atjeh, Indonesië. Kapa telt 306 inwoners (volkstelling 2010).